# Cassini–Huygens
Cassini–Huygens là một phi vụ tàu không gian robot hợp tác bởi NASA/ESA/ASI với nhiệm vụ nghiên cứu Sao Thổ và các vệ tinh tự nhiên của nó. Cassini là tàu thăm dò không gian lần thứ tư tới sao Thổ và là vệ tinh đầu tiên đi vào quỹ đạo. Sứ mệnh của nó đã kết thúc vào ngày 15 tháng 9 năm 2017. Cassini–Huygens đã nghiên cứu sao Thổ và các vệ tinh tự nhiên của nó kể từ khi đến nơi vào năm 2004.
Con tàu này gồm hai module chính: tàu quỹ đạo Cassini do NASA thiết kế và chế tạo, đặt tên theo nhà thiên văn người Italia-Pháp Giovanni Domenico Cassini, và Huygens do ESA phát triển, được đặt tên theo nhà toán học, thiên văn học và vật lý học người Hà Lan Christiaan Huygens. Cassini–Huygens đã được phóng lên vào ngày 15 tháng 10 năm 1997, và sau một chuyến hành trình liên hành tinh dài 7 năm, nó đã đến được quỹ đạo xung quanh Sao Thổ vào ngày 1 tháng 7 năm 2004. Vào ngày 25 tháng 12 năm 2004, tàu thám hiểm Huygens đã được tách ra từ Cassini ở lúc 02:00 UTC. Nó đến được vệ tinh Titan vào ngày 14 tháng 1 năm 2005, sau đó nó rơi dần vào bầu khí quyển của Titan, chạm xuống bề mặt của vệ tinh này, và gửi những thông tin khoa học trở lại Trái Đất bằng điều khiển từ xa (telemetry). Ngày 18 tháng 4 năm 2008, NASA đã công bố tăng thêm quỹ cho các hoạt động mặt đất của phi vụ này, và phi vụ được đổi tên thành Phi vụ Phân điểm Cassini. Vào tháng 2 năm 2010, một lần nữa phi vụ lại được mở rộng và tiếp tục đến 15 tháng 9 năm 2017. Cassini là tàu thám hiểm đầu tiên bay quanh Sao Thổ và là con tàu thứ tư viếng thăm hành tinh này. 
|  |

## Các phi vụ
Các giai đoạn nghiên cứu và dữ liệu gửi về Trái Đất được tổ chức thành các chuỗi phi vụ. Mỗi phi vụ được tổ chức dựa theo chi phí hoạt động, mục đích nghiên cứu, vv. Có ít nhất 260 nhà khoa học từ 17 quốc gia đã tham gia vào các phi vụ cùng Cassini–Huygens, ngoài ra có hàng nghìn người làm việc trong các nhóm thiết kế, sản xuất và phóng con tàu.
- Phi vụ chính (Prime Mission), từ tháng 7 năm 2004 đến tháng 6 năm 2008[5][6]
- Phi vụ điểm phân Cassini (Cassini Equinox Mission) là phi vụ mở rộng kéo dài 2 năm từ tháng 7 năm 2008 đến tháng 9 năm 2010.[3]
- Phi vụ điểm chí Cassini (Cassini Solstice Mission) từ tháng 10 năm 2010 đến tháng 4 năm 2017.[3][7] (còn được gọi là sứ mệnh XXM)
- Phi vụ lớn cuối cùng (Grand Finale, con tàu cuối cùng sẽ lao vào Sao Thổ), tháng 4 năm 2017 đến tháng9, 2017.[7]

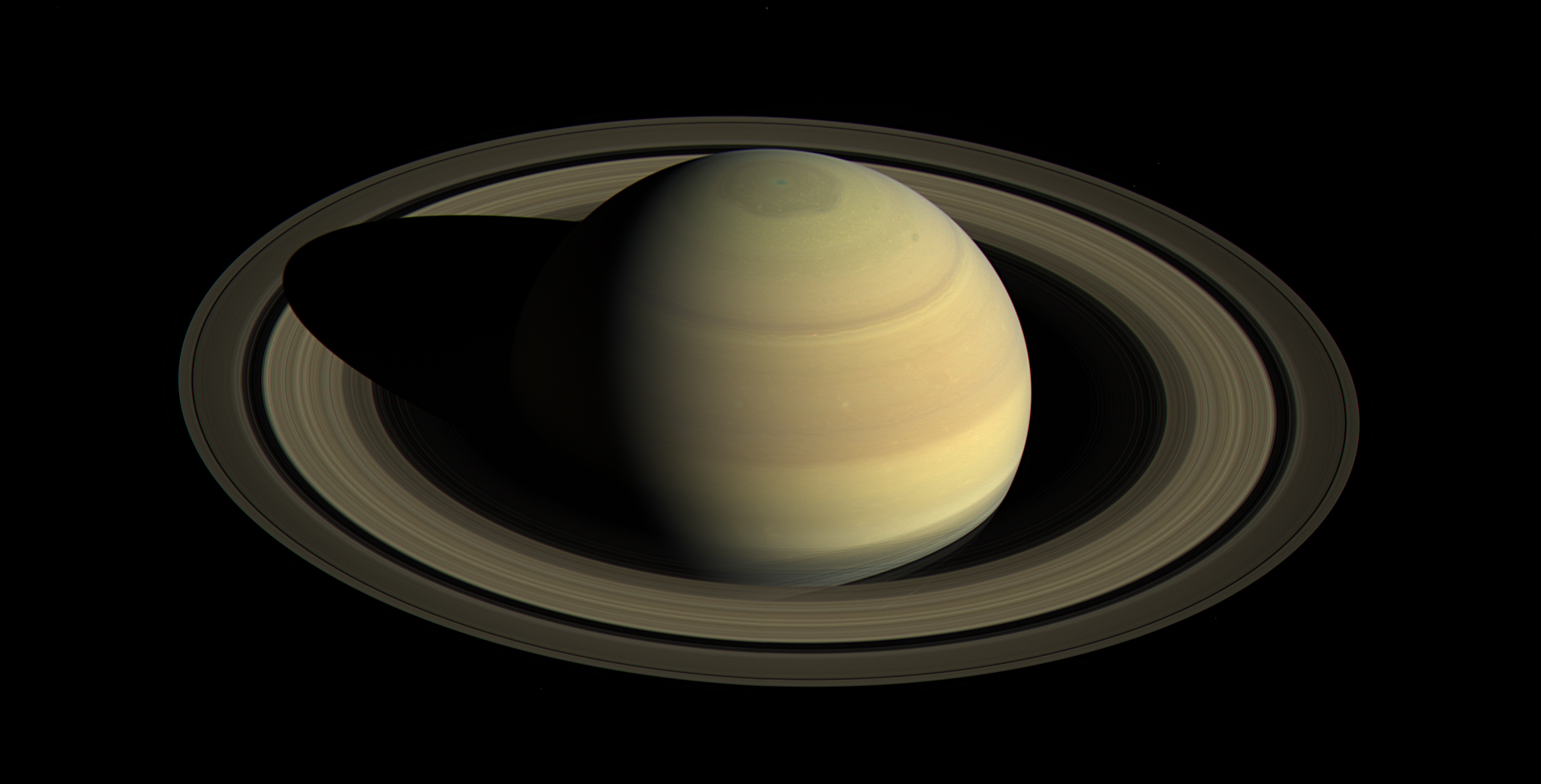
Sao Thổ chụp bởi Cassini năm 2016.